# Viviane Macedo
Viviane Macedo (Rio de Janeiro, 22 de agosto de 1977), iniciou sua trajetória na dança esportiva em cadeira de rodas no final dos anos 1990. Ao longo de sua carreira, desenvolveu uma atuação contínua em projetos culturais, festivais artísticos e iniciativas de formação no Brasil e em outros países, com foco na arte inclusiva.
Sua atuação institucional inclui colaborações com organizações como o Instituto Brasileiro dos Direitos da Pessoa com Deficiência (IBDD), a Confederação de Dança Esportiva em Cadeira de Rodas e o Conselho Brasileiro Paradança. Também estabeleceu parcerias com profissionais notáveis da dança de salão brasileira, como Carlinhos de Jesus e Jaime Arôxa, além de ter integrado a Escola Carioca de Dança.
Em 2005, foi pioneira ao ocupar o posto como a primeira porta-bandeira usuária de cadeira de rodas a desfilar no bloco Senta que eu Empurro. Também fez parte do projeto Sem Limites da ONG Crescer e Viver, onde atuou como artista de circo e consultora em acessibilidade. Nesse contexto, contribuiu para a seleção de artistas no espetáculo Belonging, uma coprodução com a organização britânica Graeae Theatre Company, o Circo Crescer e Viver e o British Council Brasil.
Atualmente, Viviane é diretora de sua própria companhia de dança e se dedica à defesa dos direitos das pessoas com deficiência, ampliando seu impacto social por meio de ações presenciais e digitais.

## Fundação da Cia Viviane Macedo
A criação da Cia Viviane Macedo teve início em 2010, quando Viviane recebeu o contato de uma jovem interessada em aprender dança em cadeira de rodas após conhecer seu trabalho online. Motivada pelo desafio, começou a oferecer aulas mesmo sem formação formal como professora.
A partir dessa iniciativa, o projeto foi ganhando estrutura e, em 2012, com o apoio da empresa Gerdau, foi oficialmente fundada a companhia. Desde então, a Cia Viviane Macedo oferece aulas de dança acessível a pessoas com deficiência a partir dos sete anos de idade, em um espaço adaptado para promover inclusão e desenvolvimento artístico. Ao longo dos anos, a companhia tem contribuído significativamente para o desenvolvimento e inclusão de jovens e adultos na arte inclusiva no Brasil e no exterior.

## Conquistas e Reconhecimento
Desde sua estreia em competições oficiais em 2006, Viviane tornou-se pentacampeã brasileira de dança esportiva em cadeira de rodas. No cenário internacional, destacou-se ao alcançar a 20ª colocação no ranking mundial, participando de competições na Alemanha e na Bielorrússia.
Em outras ocasiões notáveis, realizou uma apresentação para a Rainha Beatrix da Holanda nas comemorações de 50 anos da UNICEF e representou o Brasil na Casa Brasil durante os Jogos Paraolímpicos de Sydney, em 2000. Em 2013, participou da Gala Internacional em Cabo Verde a convite da ONG Mon na Roda, retornando em 2014 como instrutora de oficinas.

## Atuação no Canadá
Vivendo atualmente em Toronto, Ontário, Viviane Macedo segue atuando como artista, consultora e influenciadora digital. Por meio de suas plataformas, compartilha reflexões sobre inclusão, acessibilidade e experiências como mulher com deficiência vivendo no exterior, promovendo mudanças culturais e sociais através da arte e da representatividade.

## Videografia
- Primeira apresentação de dança na Escola Carioca de Dança (2013)
- Apresentação para várias escolas no Concurso de Música da COEP (2012)
- Apresentação do Projeto Social da ONG Crescer e Viver (2013)
- Apresentação no Colégio Pio XI - Mostra de Dança (2013)
- Hip Hop em cadeira de rodas - Escola Carioca de Dança (2013)
- Quadrilha Julina em cadeira de rodas (2013)
- Parada Shakespeare - Melhores Momentos (2016)